# Raw Feed
Raw Feed是華納家庭錄影公司旗下专门制作以DVD形式首映的电影的華納首映的一個品牌，專注於發行主要面向成熟觀眾的恐怖片，其中許多未分級。

## 历史
2006年3月宣布約翰·希班、托尼·克蘭茲和丹尼爾·麥瑞克将为华纳兄弟家庭娱乐公司组建类型片厂牌Raw Feed。這些電影的預算約為500萬美元，制作範圍不限，包括科幻片、恐怖片和驚悚片。該厂牌製作的第一批電影是《恐怖休息站》《恐怖杀人医院》和《恐怖末日屠殺》。在该厂牌获得成功之后，华纳家庭录像公司为惊悚片《艾丽斯的公寓》（Alice’s Apartment）、科幻惊悚片《超市》（Supermarket）和恐怖片《恐怖煉獄》的制作开了绿灯。该厂牌于2008年停业之前共发行了六部电影。

## 电影
- 恐怖休息站（2006）
- 恐怖杀人医院（英语：Sublime (film)）（2007）
- 恐怖末日屠殺（英语：Believers (film)）（2007）
- 恐怖煉獄（英语：Otis (film)）（2008）
- 恐怖異形入侵（英语：Alien Raiders）（2008）
- 恐怖休息站2（2008）